# Juliane Lorenz
Juliane Lorenz (Mannheim, Alemania Occidental, 2 de agosto de 1957) es una montadora de cine alemana conocida por su trabajo y relación con el director Rainer Werner Fassbinder. Es la directora de la Fundación Rainer Werner Fassbinder para la preservación y promoción del legado del cineasta. Es la autora y editora de varios libros sobre la vida y la obra del director y dirigió un documental sobre el mismo tema.

## Filmografía como montadora
- 1977: Bolwieser (junto a Ila von Hasperg) – Director: R. W. Fassbinder[4]
- 1978: Alemania en otoño (película, montaje de los episodios 1 y 2)
- 1978: Desesperación - Un viaje hacia la luz - (con Franz Walsch, alias R. W. Fassbinder) - Director: R. W. Fassbinder
- 1978: Spiel der Verlierer – Director: Christian Hohoff
- 1978: Un año con 13 lunas - (con R. W. Fassbinder) - Director: R. W. Fassbinder
- 1979: El Matrimonio de Maria Braun - (con Franz Walsch) - Director: R. W. Fassbinder
- 1979: La tercera generación – Director: R. W. Fassbinder
- 1980: Berlin Alexanderplatz (miniserie de televisión de 14 capítulos, con Franz Walsch) – Director: R. W. Fassbinder
- 1981: Lili Marleen (con Franz Walsch) – Director: R. W. Fassbinder
- 1981: Lola (con Franz Walsch) – Director: R. W. Fassbinder
- 1981: Theater in Trance (documental, con Franz Walsch) – Director: R. W. Fassbinder
- 1982: La ansiedad de Veronika Voss – Director: R. W. Fassbinder
- 1982: Querelle (con Franz Walsch) – Director: R. W. Fassbinder
- 1983: Pankow '95 (con Gabriele Hagen e Ilona Bruver) - Director: Gábor Altorjay
- 1985: Marie Ward - Zwischen Galgen und Glorie– Directora: Angelika Weber
- 1986: Der Rosenkönig – Director: Werner Schroeter
- 1986: Der wilde Clown – Director: Josef Rödl
- 1986: Unvermeidbarer Zufall - Der Junge nebenan - Director: Dieter Schidor
- 1988: La Amiga - Directora: Jeanine Meerapfel
- 1988: Die Nacht des Marders – Directora: Maria Theresia Wagner
- 1989: Fabrik der Offiziere (miniserie de televisión en 4 partes) – Director: Wolf Vollmar
- 1990: Das einfache Glück  - Director: Edzard Onneken
- 1990: Im Glanze dieses Glückes - Director: Johann Feindt - Jeanine Meerapfel - Helga Reidemeister
- 1991: Malina – Director: Werner Schroeter
- 1996: Poussières d'amour -  (Documental) - Director: Werner Schroeter
- 1998: El bar de Walter - Director: Romuald Karmakar
- 2000: Scardanelli - Director: Harald Bergmann
- 2002: Deux – Director: Werner Schroeter

## Fundación Fassbinder
Tras la muerte de Fassbinder, todos los derechos de autor de sus obras fueron heredados por sus padres, Liselotte Ederla madre del cineasta creó la Fundación en 1986. Lorenz fue elegida por Eder en 1991 para hacerse cargo de la fundación y en 1993, por el testamento de Eder (después de su muerte), se convirtió en heredera legal del patrimonio administrado por la Fundación Rainer Werner Fassbinder.
La organización busca proteger y promover el legado del director en todo el mundo. Desde entonces, Lorenz escribió o editó varios libros sobre la vida y la obra del director, y dirigió un documental, Life, Love & Celluloid,,sobre el tema.